# アンドリュー・メロン財団
アンドリュー・W・メロン財団（Andrew W. Mellon Foundation）は、アメリカ合衆国の財団。メロン財閥を築いたアンドリュー・メロンの資産を元に設立された私的財団で、アンドリューの子孫らが設立したアバロン財団とオールドドミニオン財団が、1969年に合併して設立された。

## 活動分野
- 高等教育。人文学、自由主義、学術コミュニケーション、情報技術など
- 美術館や美術保全
- 舞台芸術
- 保全生態学と環境

## 運営している事業
- JSTOR
- Aluka（英語版）
- Artstor（英語版）
- Open Library of Humanities（英語版）
- The Monuments Project[1]
- The Maniobra Initiative (The work of one's hands initiative)[2]
- Creatives Rebuild New York[3]

## 関連文献
- ウィリアム・マガイアー『ボーリンゲン　過去を集める冒険』高山宏訳、白水社、2017年